# Passejant amb un zombie
 Passejant amb un zombie  (original: I Walked with a Zombie) és una pel·lícula estatunidenca dirigida per Jacques Tourneur, estrenada el 1943 i doblada al català.

## Argument
A una illa a prop d'Haití, la dona de Mr. Rand està malalta, i per això és contractada una infermera, Betsy Connell. Aquesta pensa que la Sra. Rand ha estat posseïda per ritus vudú. Després de la seva investigació, s'assabenta que la Sra. Rand és una zombi.

## Producció
El productor Val Lewton va ser forçat a utilitzar el títol de la pel·lícula pels executius de RKO. Oficialment, la pel·lícula es basava en un article escrit per Inez Wallace per la American Weekly Magazine.
Lewton va demanar als seus guionistes que fessin servir Jane Eyre de Charlotte Brontë per donar la història una estructura narrativa i investigar sobre les pràctiques de Vudú
Anna Lee va ser originalment seleccionada per al paper de Frances Dee, però es va haver de retirar a causa d'un altre compromís.

## Repartiment
- James Ellison: Wesley Rand
- Frances Dee: Betsy Connell
- Tom Conway: Paul Holland
- Edith Barrett: Mrs. Rand
- James Bell: Dr. Maxwell
- Christine Gordon: Jessica Holland

## Al voltant de la pel·lícula
- Lliurement inspirada en Jane Eyre de Charlotte Brontë.